# Miss Mac Baren
Miss Mac Baren är en sång skriven av Göran Lagerberg, Anders Töpel, Tommy Tausis, Danne Larsson och Tommy Blom, och inspelad av Tages, samt släppt på singel 1966. samt på Tages Hits Vol. 3, utgiven runt juli-augusti 1967.'

## Listplaceringar
| Lista (1966-1967)      | Topplacering |
| ---------------------- | ------------ |
| Sverige (Kvällstoppen) | 1            |
| Sverige (Tio i topp)   | 4            |

### Fotnoter
1. ↑  ”60-talet : hitsen från topplistorna. 3”. Svensk mediedatabas. 4 mars 2007. http://smdb.kb.se/catalog/id/002071720. Läst 2 augusti 2013.
2. ↑  ”Miss Mac Baren”. Svensk mediedatabas. 4 mars 1966. http://smdb.kb.se/catalog/id/001456343. Läst 2 augusti 2013.
3. ↑  ”Tages Hits Vol. 3”. Svensk mediedatabas. 4 mars 1966. http://smdb.kb.se/catalog/id/001456471. Läst 2 augusti 2013.
4. ↑  ”Kvällstoppen”. Hitsallertijden. 1966-1969. http://www.hitsallertijden.nl/charts/swedish%20charts/SwedishCharts%200366-0969.pdf. Läst 2 augusti 2013.
5. ↑  Hallberg, Eric; Ulf Henningsson. Tio i topp. Stockholm: Premium förlag. sid. 370. Läst 2